# Gossip in the Grain
Gossip in the Grain è il terzo album del cantautore Ray LaMontagne ed è stato pubblicato nell'ottobre del 2008.

## Tracce
1. You Are the Best Thing – 3:54
2. Let It Be Me – 4:41
3. Sarah – 4:31
4. I Still Care For You – 4:07
5. Winter Birds – 6:19
6. Meg White – 4:16
7. Hey Me, Hey Mama – 4:26
8. Henry Nearly Killed Me (It's a Shame) – 4:25
9. A Falling Through – 4:28
10. Gossip in the Grain – 3:58